# بریجت گوردون
بریجت گوردون (انگلیسی: Bridgette Gordon؛ زادهٔ ۲۷ آوریل ۱۹۶۷) بازیکن بسکتبال اهل ایالات متحده آمریکا بود.
وی در مسابقات کشوری و بین‌المللی در مجموع برندهٔ ۱ مدال طلا، ۱ مدال برنز شده‌است.